# Hee (letter)
De hee is de vijfde letter uit het Hebreeuws alfabet. Aan het begin of midden in een woord is het de medeklinker h, maar als het de laatste letter van een woord is dan wordt de letter niet uitgesproken. De letter hee staat vaak als leesmoeder aan het einde van een woord om aan te geven dat woord op een klinker eindigt, zoals in het Hebreeuwse woord torah: תורה. Het Joodse begrip halacha begint met de letter hee: הלכה. (N.B. Hebreeuws wordt van rechts naar links geschreven.)
De letters van het Hebreeuws alfabet komen ook overeen met cijfers, de hee is de Hebreeuwse vijf (zie Hebreeuwse cijfers voor meer informatie).
א · ב · ג · ד · ה · ו · ז · ח · ט · י · כ · (ך) · ל · מ · (ם) · נ · (ן) · ס · ע · פ · (ף) · צ · (ץ) · ק · ר · ש · ת 

alef · beet · gimel · dalet · hee · waw · zajien · chet · tet · jod · kaf · -sofiet · lamed · mem · -sofiet · noen · -sofiet · samech · ajien · pee · -sofiet · tsaddie · -sofiet · koef · reesj · sjien · tav